# 沈寅豪
沈寅豪（1986年11月—），中国足球裁判，同济大学体育教学部教师，毕业于上海体育学院。2013年经上海足协推荐成为中甲联赛主裁判。2016年起执法中国足球超级联赛。
执法中甲之前，沈寅豪执法过2011年第七届全国城市运动会男子足球16岁以下组的比赛。 2010年，沈寅豪被中国足协选入亚足联的未来裁判员计划，2012年结业，并被选为优秀学员，与其他四位裁判赴英国与英超裁判交流学习。2013年中国足球甲级联赛第一轮广东日之泉与成都谢菲联的比赛是他执法的第一场中甲比赛。初次执法，沈寅豪在处理一次犯规时犹豫不定，场面一度混乱。第27分钟，成都谢菲联球员用手挡出广东日之泉的射门，主裁判并没有看见这个犯规动作，边裁也未摇旗示意，广东日之泉的外援未等吹停比赛就抱起足球找沈寅豪理论，沈寅豪直至第四官员提醒才决定判罚红牌和点球。2015年，沈寅豪获中甲联赛铜哨奖。2016年中超联赛第四轮河北华夏幸福和长春亚泰的比赛，沈寅豪首次作为主裁判执法中超，当时只有29岁的他成为了中超赛场上最年轻的主裁判。
2017年9月，中国足协公示了2018年拟申报国际级主裁判的名单。上海裁判王迪落选，另一位上海裁判沈寅豪入选。
2020年10月17日，中超第二阶段争冠组京鲁大战首回合比赛，主裁判沈寅豪对山东鲁能做出多次不利判罚。赛后，山东鲁能球迷对沈寅豪进行论文打假。微博网友“梦中的睡荷”发现：沈寅豪在2017年发表的《大学生足球裁判心理压力形成原因及对策研究》抄袭了卢云飞发表于2012年的《大学生足球裁判员怯场心理的成因及对策研究》。随后，沈寅豪硕士论文被扒，其硕士毕业论文《上海市市级体育传统项目学校现状与发展对策研究——以杨浦、徐汇和闸北区普通中学为例》，涉嫌抄袭宣海德硕士论文《安徽省省级体育传统项目学校现状调查与发展对策研究》。具微博网友“何须他人懂三丰”反映，同济大学已对网友举报进行受理、调查。沈寅豪目前担任同济大学足球学院副院长。如果调查结果证实论文抄袭属实，沈寅豪恐怕会受到严厉的处罚，而在中国足球层面，他的国际级裁判也必然不保。